# Бобрик (притока Білої Пшемши)
Бобрик (пол. Bobrek) — річка в Польщі, у Бендзинському повіті Сілезького воєводства. Права притока Білої Пшемши, (басейн Балтійського моря).

## Опис
Довжина річки 19,82 км, найкоротша відстань між витоком і гирлом — 12,22 км, коефіцієнт звивистості річки — 1,63 . Формується притоками, багатьма безіменними струмками, загатами та частково каналізована.

## Розташування
Бере початок на південно-західній частині міста Славкув. Спочатку тече на північний захід, потім на південний захід через Острови Горниче, Казімеж Горничи, Бровар, Бобрек і між Нивкою та Єзором (міські райони Сосновця) впадає у Білу Пшемшу, ліву притоку Пшемши.

## Притоки
- Раківка (права), Рів Мортімерівський (права).

## Цікаві факти
- У Острови Горниче на лівому березі річки розташований меморіальний парк (Старий вал Дорота, місце замордованих вояків Армії Крайової)[1].
- У багатьох місцях річку перетинають автошляхи та багатоколійні залізниці.